# Estivales de la question animale
Les Estivales de la question animale sont des rencontres annuelles françaises autour de l'antispécisme,. Elles sont un lieu de discussions, de débats et de réflexions stratégiques pour les militants animalistes et antispécistes, bien qu'elles indiquent ne pas se limiter à ce public,,.

## Historique
Les Estivales ont vu le jour à l'initiative de David Olivier ainsi que d'Yves Bonnardel en 2002, date de la première édition,,. Elles ont depuis lieu chaque été en France et rassemblent des dizaines de participants.
En plus d'Olivier et Bonnardel, les rencontres ont accueilli des intervenants appartenant au mouvement animaliste tels que Thomas Lepeltier, Jérôme Segal, Audrey Jougla, Brigitte Gothière et Sébastien Arsac, tout en organisant des conférences sur des sujets controversés au sein de la cause animale, comme celui de la viande cultivée.

## Influence
Les Estivales occupent une place importante dans le milieu animaliste francophone, et ont joué un rôle dans la création de plusieurs initiatives en faveur des animaux,, : l'association L214, le Parti animaliste,. 